# 前谷地車站
前谷地車站（日语：／ Maeyachi eki */?）是一位於日本宮城縣石卷市前谷地的東日本旅客鐵道（JR東日本）鐵路車站。

## 簡介
前谷地車站是JR東日本所屬的兩條路線、石卷線與氣仙沼線的交會車站，也是氣仙沼線名義上的起點站。然而，行駛於氣仙沼線上的普通列車實際上都會自本站進入石卷線，並駛抵小牛田之後折返。
站務上前谷地是由小牛田車站管理，2020年3月14日改為無人站之前，是委由JR東日本的子公司、東北綜合服務（東北総合サービス）經營之業務委託站。站內在白天設有站員，也配置有包括自動售票機、票務終端系統等車站設施。

## 历史
- 1912年（大正元年）10月28日：仙北轻便铁道通车，车站开业。
- 1919年（大正8年）4月1日：日本国铁（当时为铁道院）收购仙北轻便铁道，变更为仙北轻便線其中一站。
- 1922年（大正11年）9月2日：仙北轻便線更名为石卷线。
- 1968年（昭和43年）10月24日：柳津線開業、变为换乘站。
- 1977年（昭和52年）12月11日：气仙沼线全线开通，柳津线并入气仙沼线。
- 1987年（昭和62年）4月1日：国铁分割民营化，被東日本旅客鉄道（JR東日本）接收。
- 2015年（平成27年）6月27日：气仙沼线BRT延伸至本站[1]。
- 2020年（令和2年）3月14日：变更为无人站。[2]

## 車站結構
側式月台1面1線與島式月台1面2線，合計2面3線的地面車站。各月台以跨線天橋連絡。
2015年气仙沼线BRT延伸至本站後，公交站台设置在站前。

### 月台配置
| 月台 | 路線                     | 方向 | 目的地               |
| ---- | ------------------------ | ---- | -------------------- |
| 1    | ■石卷線（■包含气仙沼線） | 上行 | 小牛田方向           |
| 2    | ■石卷線                  | 下行 | 石卷、女川方向       |
| 2    | ■氣仙沼線                | 下行 | 柳津方向             |
| 3    | ■石卷線（■包含气仙沼線） | 上行 | 小牛田方向           |
| 3    | ■石卷線                  | 下行 | 石卷、女川方向       |
| 3    | ■氣仙沼線                | 下行 | 柳津方向（此站始發） |

## 利用人数
根据JR东日本发布的报告，2018年度（平成30年）每日平均乘车人数为161人。BRT每日乘车人数为17人。
| 1日平均乘车人員    | 1日平均乘车人員 | 1日平均乘车人員 |
| 年度               | 計              | BRT             |
| ------------------ | --------------- | --------------- |
| 2000年（平成12年） | 334             |                 |
| 2001年（平成13年） | 317             |                 |
| 2002年（平成14年） | 299             |                 |
| 2003年（平成15年） | 274             |                 |
| 2004年（平成16年） | 261             |                 |
| 2005年（平成17年） | 247             |                 |
| 2006年（平成18年） | 236             |                 |
| 2007年（平成19年） | 237             |                 |
| 2008年（平成20年） | 227             |                 |
| 2009年（平成21年） | 205             |                 |
| 2010年（平成22年） | 180             |                 |
| 2011年（平成23年） |                 |                 |
| 2012年（平成24年） | 174             |                 |
| 2013年（平成25年） | 173             |                 |
| 2014年（平成26年） | 160             |                 |
| 2015年（平成27年） | 166             | 30              |
| 2016年（平成28年） | 162             | 29              |
| 2017年（平成29年） | 163             | 28              |
| 2018年（平成30年） | 161             | 17              |

## 相鄰車站
東日本旅客鐵道
■石卷線
涌谷－前谷地－佳景山
■氣仙沼線（小牛田－此站為石卷線）
涌谷－前谷地－和渕
■氣仙沼線（BRT路段）
前谷地－柳津

### 铁路利用人数参考文献
1. ↑  . 東日本旅客鉄道.   [2019-02-08]. （原始内容存档于2019-04-02）.
2. ↑  . 東日本旅客鉄道.   [2019-02-08]. （原始内容存档于2019-02-22）.
3. ↑  . 東日本旅客鉄道.   [2019-02-08]. （原始内容存档于2019-04-02）.
4. ↑  . 東日本旅客鉄道.   [2019-02-08]. （原始内容存档于2019-03-27）.
5. ↑  . 東日本旅客鉄道.   [2019-02-08]. （原始内容存档于2019-02-23）.
6. ↑  . 東日本旅客鉄道.   [2019-02-08]. （原始内容存档于2019-04-02）.
7. ↑  . 東日本旅客鉄道.   [2019-02-08]. （原始内容存档于2019-04-02）.
8. ↑  . 東日本旅客鉄道.   [2019-02-08]. （原始内容存档于2019-04-02）.
9. ↑  . 東日本旅客鉄道.   [2019-02-08]. （原始内容存档于2019-04-02）.
10. ↑  . 東日本旅客鉄道.   [2019-02-08]. （原始内容存档于2019-04-02）.
11. ↑  . 東日本旅客鉄道.   [2019-02-08]. （原始内容存档于2016-03-27）.
12. ↑  . 東日本旅客鉄道.   [2019-02-08]. （原始内容存档于2019-04-02）.
13. ↑  . 東日本旅客鉄道.   [2019-02-08]. （原始内容存档于2016-03-04）.
14. ↑  . 東日本旅客鉄道.   [2019-02-08]. （原始内容存档于2019-03-06）.
15. ↑  . 東日本旅客鉄道.   [2019-02-08]. （原始内容存档于2019-03-23）.
16. ↑  . 東日本旅客鉄道.   [2019-02-08]. （原始内容存档于2019-02-14）.
17. ↑  . 東日本旅客鉄道.   [2019-02-08]. （原始内容存档于2019-03-25）.
18. ↑  . 東日本旅客鉄道.   [2019-07-18]. （原始内容存档于2019-07-05）.

### BRT参考文献
1. ↑  . 東日本旅客鉄道.   [2019-02-08]. （原始内容存档于2020-06-02）.
2. ↑  . 東日本旅客鉄道.   [2019-02-08]. （原始内容存档于2020-06-02）.
3. ↑  . 東日本旅客鉄道.   [2019-02-08]. （原始内容存档于2020-08-11）.
4. ↑  . 東日本旅客鉄道.   [2019-07-18]. （原始内容存档于2020-05-15）.

## 外部連結
- （日語）氣仙沼車站（JR東日本） （页面存档备份，存于）